# Von Thronstahl
Von Thronstahl var ett tyskt band inom genrerna neofolk och martial industrial som skapades 1995 av bandets medlemmar; de katolskt kristna bröderna Josef Maria Klumb och Bernhard Klumb. Gruppen upplöstes år 2010.
Von Thronstahl sparkade igång debatter inom genren neofolk då bandet sägs vara uttalade fascister, något som gång på gång visas i bandets image och på skivorna som ofta innehåller marscher, bilder, symboler, tal och sång ifrån Tredje Riket-eran och andra världskriget-teman.
Bandet är känt för att vara militanta och musiken präglas av en militär atmosfär, med marscher, stråkar, trumpeter och bombastiska orkestrar blandat med tal eller pop-sång. De använde sig också av så kallad fascistoid haute couture som image, såsom specialuppsydda uniformer.

## Diskografi
- Sturmzeit (10" Vinyl), 1998
- Imperium Internum (CD), 2000
- E Pluribus Unum (CD), 2001
- Leipzig "Lichttaufe" 2000 (7" Vinyl), 2001
- Re-Turn Your Revolt Into Style (CD-Box, begränsad till 500), 2002
- Bellum, Sacrum Bellum!? (CD), 2003
- Pessoa/Cioran (CD, med The Days Of The Trumpet Call, begränsad till 500), 2003
- Split (med The Days Of The Trumpet Call, begränsad till 500 (CD) och 300 (Vinyl)), 2004
- Mutter der Schmerzen (MCD), 2006
- Sacrificare (CD-Box / CD), 2007
- Germanium Metallicum (CD / Box), 2009

Von Thronstahl medverkade också på flera tributer till historiska filosofer och fascistiska inspiratörer såsom Leni Riefenstahl, Ernst Jünger, Julius Evola, Josef Thorak, Corneliu Codreanu, Hermann Hendrich och Arno Breker.